# Pereiaslav
Pereiaslav (tiếng Ukraina: Переяслав) là một thành phố của Ukraina. Thành phố này thuộc tỉnh Kiev. Thành phố này có diện tích ? km2, dân số theo điều tra dân số năm 2001 là 31634 người.